# Dalton-Weichhaarratte
Die Dalton-Weichhaarratte (Praomys daltoni) ist ein Nagetier in der Unterfamilie der Altweltmäuse.
Die Art ist nach dem Tiersammler J. T. Dalton benannt, der das Typusexemplar fand.

## Merkmale
Die Art erreicht eine Kopf-Rumpf-Länge von 98 bis 133 mm, eine Schwanzlänge von 107 bis 142 mm und ein Gewicht von 24 bis 66 g. Die Länge der Hinterfüße beträgt 20 bis 25 mm und die Ohren sind 16 bis 20 mm lang. Das schokoladenbraune bis gelbbraune Fell der Oberseite ist durch eine deutliche Grenze von der hellen Unterseite getrennt. Diese ist bei einer Form hellgrau und bei einer weiteren Form weiß. Der schmale Schwanz trägt neben kleinen Schuppen fast keine Haare.  Die Oberseiten der Hände und Füße sind weiß. Die Dalton-Weichhaarratte hat kurze Zehen an den Hinterfüßen, wobei die erste Zehe am längsten ist. Bei Weibchen kommen fünf Paar Zitzen vor.

## Verbreitung
Das Verbreitungsgebiet der Dalton-Weichhaarratte liegt im westlichen und zentralen Afrika von Senegal und Gambia im Westen bis Südsudan im Osten. Es bildet ein eher schmales Band mit einer breiteren Stelle bei Mali und Ghana. Disjunkte Populationen leben im Nordosten Malis, im Zentrum von Tschad sowie im Süden der Zentralafrikanischen Republik. Die Art hält sich in Savannen mit hügeligem Gelände und offenem Baumbestand auf. Sie kann oft in Gebieten mit Felsen und hohem Gras angetroffen werden. Als Kulturfolger besucht die Dalton-Weichhaarratte Felder und menschliche Siedlungen.

## Lebensweise
Die Art ernährt sich vorwiegend von Samen, die in der Trockenzeit mit Termiten oder anderen Insekten komplettiert werden. Bei einer Studie aus Senegal wurden Samen der Pflanze Trianthema portulacastrum bevorzugt, die zu den Mittagsblumengewächsen zählt. Die Population nimmt während der Regenzeit zu mit einer maximalen Dichte von 20 Exemplaren pro Hektar. Die Paarung kann je nach Verbreitung das ganze Jahr oder zu bestimmten Jahreszeiten stattfinden. Gewöhnlich haben Weibchen 3 bis 6,5 Nachkommen pro Wurf nach einer Trächtigkeit von etwa 23 Tagen.

## Bedrohung
Für den Bestand liegen keine Bedrohungen vor. Die Weltnaturschutzunion (IUCN) listet die Art als nicht gefährdet (Least Concern).